# Hertzka Pál
Vitéz Hertzka Pál (Szeged, 1898. január 6. – 1979. október 29.) magyar nemzetközi labdarúgó-játékvezető, a vitézi rend tagja. 2005-ben tiszteletére az Magyar Labdarúgó-szövetség megalakította a Hertzka Pál-díjat, amit minden bajnoki év után a legjobb játékvezető kap meg.

## Pályafutása

### Nemzeti játékvezetés
A játékvezetésből vizsgázott sportember szakmailag gyorsan haladt a nemzeti bajnokság mérkőzésének vezetéséig. Sportvezetőinek javaslatára lett NB. I-es játékvezető.
Magyarországon a professzionista játékvezetői periódus 1926-tól 1934-ig tartott. A profi labdarúgó szövetség mellett nem volt profi játékvezetői keret, csak profi mérkőzéseket vezető játékvezetők  (25 fő) léteztek. A professzionista labdarúgás felszámolásával ugyancsak felszámolták a címzetes professzionista (valójában amatőr) bírói keretet is. A professzionista mérkőzések vezetésére Hertzka Pál is jogosult volt. Az aktív nemzeti játékvezetéstől 1950-ben vonult vissza.
1950. márciusban a Magyar Futballbírák Testületének (JT) főtitkára Tabák Endre a játékvezetők részére egységes felszerelést alakított ki. A felső ruházat fekete ing, JT emblémával, fehér gallérral, az ujjak és a nyak fehér szegéllyel. Fekete sportnadrág, fekete sportszár fehér szegéllyel. Ugyanakkor FIFA szettet kaptak nemzetközi játékvezetőink: Kamarás Árpád, Dorogi Andor, Gerő Ferenc, Klug Frigyes, Hertzka Pál, Iváncsics Mihály és a 40 éves jubileumát ünneplő Bíró Sándor.

### Nemzetközi játékvezetés
A Magyar Labdarúgó-szövetség (MLSZ) Játékvezető Testülete (JT) terjesztette fel nemzetközi játékvezetőnek, a Nemzetközi Labdarúgó-szövetség (FIFA) 1934-től tartotta nyilván bírói keretében. Nemzetközi szempontból is a legjelesebb játékvezetők közé tartozott. Több nemzetek közötti válogatott és klubmérkőzést vezetett, vagy működő társának partbíróként segített. A magyar nemzetközi játékvezetők rangsorában, a világbajnokság-Európa-bajnokság sorrendjében többedmagával a 15. helyet foglalja el 3 találkozó szolgálatával. Az aktív nemzetközi játékvezetéstől 1950-ben búcsúzott. Válogatott mérkőzéseinek száma: 11.
| Időpont         | Helyszín             | Mérkőzés típusa           | Mérkőzés               | Eredmény | Nézők száma |
| --------------- | -------------------- | ------------------------- | ---------------------- | -------- | ----------- |
| 1935. május 12. | Práter Stadion, Bécs | első válogatott mérkőzése | Ausztria–Lengyelország | 5 : 2    | 16 000      |

#### Labdarúgó-világbajnokság
A világbajnoki döntőhöz vezető úton Franciaországba a III., az 1938-as labdarúgó-világbajnokságra a FIFA JB bíróként alkalmazta. Az első magyar bíró, aki mérkőzésvezetésre kapott megbízást. A Brazília–Csehszlovákia mérkőzés 120 perc után is döntetlen maradt. A mérkőzésen kiállított kettő brazil és egy csehszlovák játékost, de további öt játékos (3 csehszlovák, 2 brazil) lett kénytelen elhagyni a játékteret súlyos sérülések miatt. A botrányos körülmények között lezajlott találkozó után a FIFA JB vezérkara nem tette felelőssé, sőt azonnal meghívták az Északi Kupa egyik mérkőzésének levezetésére. Világbajnokságon vezetett mérkőzéseinek száma: 1.

##### 1938-as labdarúgó-világbajnokság

###### Selejtező mérkőzés
| Időpont           | Helyszín              | Mérkőzés típusa           | Mérkőzés               | Eredmény | Nézők száma |
| ----------------- | --------------------- | ------------------------- | ---------------------- | -------- | ----------- |
| 1937. október 10. | Práter Stadion, Bécs  | előselejtező (8. csoport) | Ausztria–Lettország    | 2 : 1    | 16 000      |
| 1938. április 24. | Sparta Stadion, Prága | előselejtező (7. csoport) | Csehszlovákia–Bulgária | 6 : 0    | 30 000      |

###### Világbajnoki mérkőzés
| Időpont          | Helyszín                  | Mérkőzés típusa   | Mérkőzés               | Eredmény | Nézők száma |
| ---------------- | ------------------------- | ----------------- | ---------------------- | -------- | ----------- |
| 1938. június 12. | Lescure Stadion, Bordeaux | egyik negyeddöntő | Brazília–Csehszlovákia | 1 : 1    | 25 000      |

#### Olimpiai játékok
Az 1936. évi nyári olimpiai játékok labdarúgó tornájának találkozóin a FIFA JB játékvezetőként foglalkoztatta. A FIFA JB elvárásának megfelelően, ha nem vezetett, akkor valamelyik működő társának segített partbíróként. Az egyik nyolcaddöntőben, illetve negyeddöntőben, majd a döntőben, az Olaszország–Ausztria (2:1) mérkőzést vezető Peco Bauwens játékvezető második számú partbírója lehetett. Olimpián vezetett mérkőzéseinek száma: 2 + 3 (partbíró).

##### 1936. évi nyári olimpiai játékok
| Időpont             | Helyszín                 | Mérkőzés típusa | Mérkőzés              | Eredmény | Nézők száma |
| ------------------- | ------------------------ | --------------- | --------------------- | -------- | ----------- |
| 1936. augusztus 4.  | Post Stadion, Berlin     | első forduló    | Németország–Luxemburg | 9 : 0    | 12 000      |
| 1936. augusztus 10. | Olimpiai Stadion, Berlin | egyik elődöntő  | Olaszország–Norvégia  | 2 : 1    | 95 000      |

#### Skandináv Bajnokság
Nordic Championships/Északi Kupa labdarúgó tornát Dánia kezdeményezésére az első világháború után, 1919-től a válogatott rendszeres játékhoz jutásának elősegítésére rendezték a Norvégia, Dánia, Svédország részvételével. 1929-től a Finnország is csatlakozott a résztvevőkhöz. 1983-ban befejeződött a sportverseny.
| Időpont         | Helyszín                 | Mérkőzés típusa | Mérkőzés            | Eredmény |
| --------------- | ------------------------ | --------------- | ------------------- | -------- |
| 1936. július 5. | Városi Stadion, Göteborg | csoportmérkőzés | Svédország–Norvégia | 2 : 0    |

#### A magyar labdarúgó-válogatott mérkőzései (1902–1929)
A második világháborút követően a magyar–osztrák hagyományos labdarúgó mérkőzések egyik játékvezetője.
| Időpont              | Helyszín                    | Mérkőzés típusa          | Mérkőzés              | Eredmény | Nézők száma |
| -------------------- | --------------------------- | ------------------------ | --------------------- | -------- | ----------- |
| 1945. augusztus 20.  | Üllői úti Stadion, Budapest | 243. válogatott mérkőzés | Magyarország–Ausztria | 5 : 2    | 20 000      |
| 1945. szeptember 30. | Üllői úti Stadion, Budapest | 244. válogatott mérkőzés | Magyarország–Románia  | 7 : 2    | 35 000      |

## Sportvezetőként
Az Országos Testnevelési és Sport Bizottság (OTSB) Játékvezető Tanács (JT) Nemzetközi Bizottságának tagja, a JT által kiadott Játékvezető című szakmai lap idegen nyelvű nemzetközi rovatvezetője.

## Sikerei, díjai
A Futballbírák Országos Testülete Budapesti alosztálya 15 éves játékvezetői tevékenységéért Ezüst jelvény és kis-plakett elismerésbe részesítette.
1958-ban azoknak a játékvezetőknek, 30 és ennél több esztendeje szolgálják játékvezetőként a labdarúgást ügyét, a Magyar Testnevelési és Sporthivatal (MTSH) elnöke a Testnevelés és Sport kiváló dolgozója jelvényt adományozta Hertzka Pálnak. A Játékvezető Testület díszveretét Tabák Endre főtitkár nyújtotta át a kitüntetettnek.
1978-ban az Országos Testnevelési és Sport Hivatal (OTSH) elnöke - jelentős hazai, és nemzetközi mérkőzéseken elért tevékenységéért a Kiváló társadalmi munkáért kitüntetést adományozta részére. A kitüntetést - az akkor éppen Magyarországon tartózkodó - Sir Stanley Rous, a FIFA elnöke nyújtotta át. 2005-ben az MLSZ megalakította a Hertzka Pál-díjat, amit minden bajnoki év után, a legjobb játékvezető, az Év Játékvezetője kap meg.

## Külső hivatkozások
- Hertzka Pál. World Referee. [2012. október 1-i dátummal az eredetiből archiválva]. (Hozzáférés: 2012. szeptember 15.)
- Hertzka Pál. footballzz.com. (Hozzáférés: 2012. szeptember 15.)
- Hertzka Pál. footballdatabase.eu. (Hozzáférés: 2012. szeptember 15.)
- Hertzka Pál. scoreshelf.com. [2015. december 31-i dátummal az eredetiből archiválva]. (Hozzáférés: 2012. szeptember 15.)
- Hertzka Pál. eu-football.info. (Hozzáférés: 2012. szeptember 15.)
- Hertzka Pál. weltfussball.de. (Hozzáférés: 2012. szeptember 15.)